# جاون سدا
جاون سدا (انگلیسی: Jon Seda؛ زادهٔ ۱۴ اکتبر ۱۹۷۰) یک هنرپیشه اهل ایالات متحده آمریکا است. وی از سال ۱۹۹۲ میلادی تاکنون مشغول فعالیت بوده‌است.
از فیلم‌ها یا برنامه‌های تلویزیونی که وی در آن نقش داشته‌است می‌توان به ۱۲ میمون، گلوله به سر، اقیانوس آرام، شکست‌ناپذیر و شکارچی آفتاب و لابریا اشاره کرد.